# Progressione del record mondiale dei 60 metri ostacoli femminili

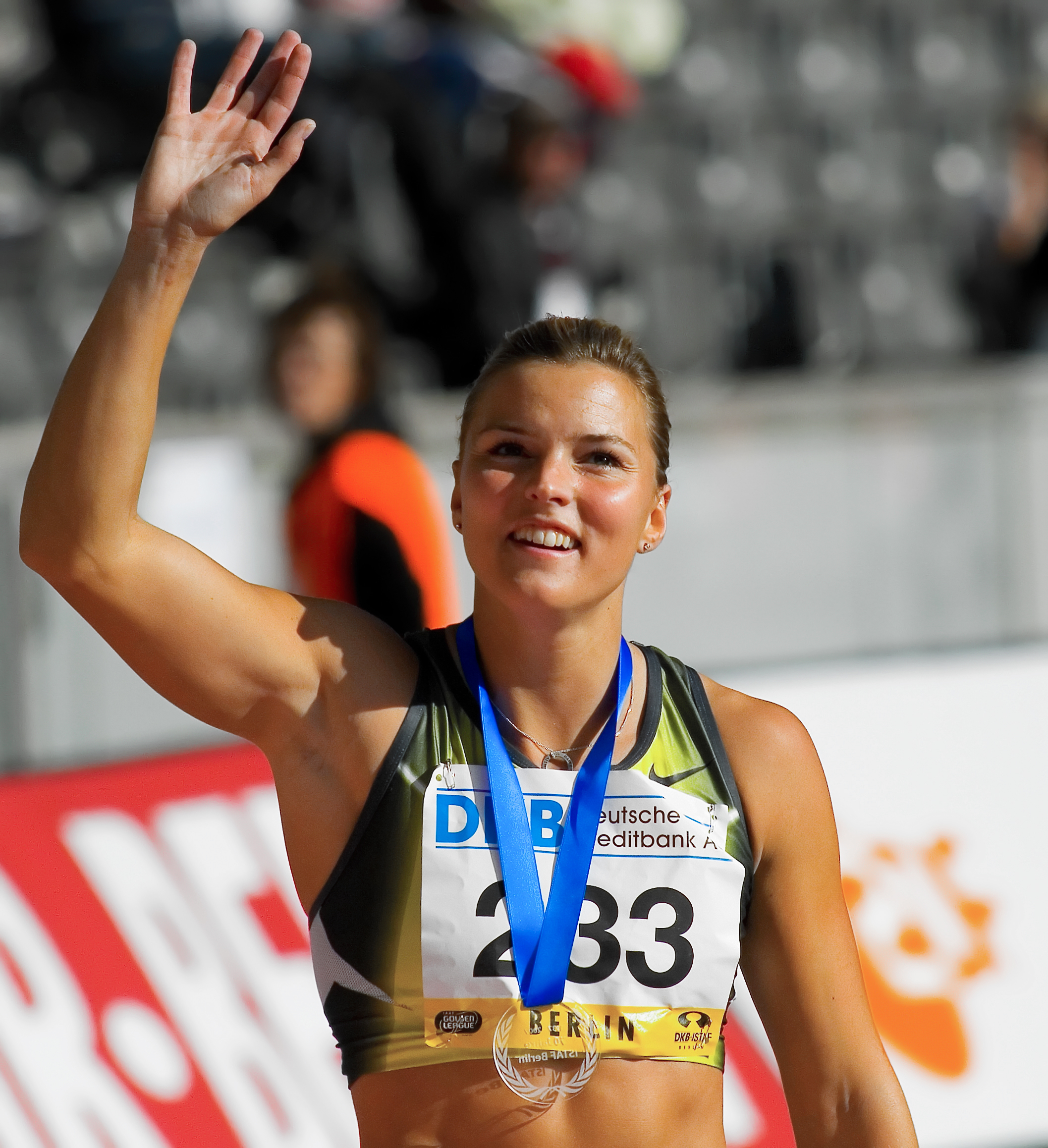
Susanna Kallur, detentrice del record mondiale della specialità fino a febbraio 2024.

La voce seguente illustra la progressione del record mondiale dei 60 metri ostacoli femminili indoor di atletica leggera.
Il primo record mondiale femminile venne riconosciuto dalla federazione internazionale di atletica leggera nel 1987. Ad oggi, la World Athletics ha ratificato ufficialmente 5 record mondiali di specialità.

## Progressione
| Tempo | Atleta               | Nazione          | Luogo                              | Data             | Note |
| ----- | -------------------- | ---------------- | ---------------------------------- | ---------------- | ---- |
| 7"74  | Jordanka Donkova     | Bulgaria         | Sofia, Bulgaria                    | 14 febbraio 1987 |      |
| 7"73  | Cornelia Oschkenat   | Germania Est     | Vienna, Austria                    | 25 febbraio 1989 |      |
| 7"71  | Ljudmila Narožilenko | Unione Sovietica | Čeljabinsk, Unione Sovietica       | 4 febbraio 1990  |      |
| 7"69  | Ljudmila Narožilenko | Unione Sovietica | Čeljabinsk, Unione Sovietica       | 4 febbraio 1990  |      |
| 7"68  | Susanna Kallur       | Svezia           | Karlsruhe, Germania                | 10 febbraio 2008 |      |
| 7"67  | Devynne Charlton     | Bahamas          | New York, Stati Uniti d'America    | 11 febbraio 2024 |      |
| 7"67  | Tia Jones            | Stati Uniti      | Albuquerque, Stati Uniti d'America | 16 febbraio 2024 |      |